# Hillary Seitz
Hillary Seitz (* in den Vereinigten Staaten) ist eine US-amerikanische Drehbuchautorin.

## Leben
Seitz arbeitet seit 2001 als Drehbuchautorin für Hollywood-Produktionen. Im Jahr 2002 wurde sie für das Drehbuch des Films Insomnia für den Saturn Award nominiert.

## Filmografie
- 2001: Early Bird Special
- 2002: Insomnia – Schlaflos (Insomnia)
- 2004: Taking Lives – Für Dein Leben würde er töten (Taking Lives)
- 2008: Eagle Eye – Außer Kontrolle (Eagle Eye)
- 2011: Girls! Girls! Girls!
- 2021: The Unforgivable

## Auszeichnungen
Nominierungen
- Saturn Award:
  - Saturn Award für das beste Drehbuch 2003 (Insomnia)
- Edgar Allan Poe Award:
  - Bestes Filmdrehbuch 2003 (Insomnia)